# مت گوردون
مت گوردون (به انگلیسی: Matt Gordon) (زاده ۱۹۶۹) بازیگر کانادایی است.
از فیلم‌های معروف او می‌توان به بازی در فیلم پلیس‌های تازه‌کار و چپاندن قوطی‌حلبی اشاره کرد.